# Patrik Kvalvik
Patrik Kvalvik (* 25. Februar 1984) ist ein schwedischer Handballspieler.
Kvalvik spielte von 2003 bis 2008 in der schwedischen Elitserien beim IFK Ystad HK. Dann wechselte der 1,93 Meter große Kreisläufer nach Deutschland in die 2. Handball-Bundesliga zum TV Emsdetten, mit dem er 2013 in die 1. Liga aufstieg. 2014 verließ er Emsdetten und schloss sich dem TV Bittenfeld an, bei dem er einen Zweijahresvertrag unterschrieb. Kvalvik spielte von Oktober 2015 bis Januar 2016 beim Zweitligisten VfL Eintracht Hagen. Im Sommer 2016 unterschrieb er einen Vertrag beim schwedischen Erstligisten HK Malmö.